# Брдо Сртевица
Брдо Сртевица је узвишење у селу Младо Нагоричане у Северној Македонији. На овом брегу су се током Првог балканског рата 1912. године водиле главне борбе првог дана Кумановске битке.

## Географски положај
Сртевица се налази у источном делу атара села Младо Нагоричане, у општини Старо Нагоричане. Заселак на чијем се западном ободу брдо налази зове се Трендајловци.
Сртевица је удаљена два километра ваздушном линијом на југ од седишта општине, села Старо Нагоричане а око 11 километара источно-североисточно од Куманова.
Зебрњак, на коме су такође вођене борбе у Кумановској битки и где је подигнут велики маузолеј, налази се пет километара ваздушном линијом од Сртевице на запад.
На око километар ипо источно од Стртевице је долина реке Пчиње. Ту у селу Војник, свега неколико стотина метара ниже, Пчиња прима своју 23 км дугу леву притоку, реку Петрошницу.
Надморска висина брега износи 422 метра и простире се у правцу север-југ. Највиша кота се налази на северном делу узвишења.

## Историја
Први балкански рат био је пресудни догађај у раном 20. веку, који је балканским хришћанским земљама донео коначно и потпуно ослобођење од вишевековне непосредне и посредне власти Османског царства. Рејон Вардарске Македоније био је позорница на којој је главни терет борби са Турцима изнела војска Краљевине Србије, конкретно њена Прва армија.
По плану Врховне команде српске војске, сукоб са турском војском требало је да се одигра на простору Овчег поља. У часу кад се српска војска налазила у рејону Куманова, турска војска је већ напредовала на север и обесмислила план Врховне команде о месту судара двеју страна.
До турског напада дошло је 23. октобра. Неочекујући да је турска армија толико северно, српска команда је претпоставила да је у питању само османска претходница. Мислећи исто, Осамнаести пук Дунавске дивизије је напао турску Седамнаесту дивизију. Због магле која је смањила видљивост, веровали су да је у питању само једна батерија. Турски противнапад са две дивизије умало је сломио Осамнаести пук те би падом Сртевице цело лево крило српске војске било угрожено.
Командант Седмог пука Дунавске дивизије, потпуковник Александар Глишић, одлучио је да поведе пук у напад, како би смањио притисак на Осамнаести пук и сачувао коту 422 од пада у турске руке. После велике борбе војника обеју страна, Седми пук је успео да сачува Сртевицу тог и следећег дана што је у коначници омогућило српску победу у Кумановској битки. Потпуковник Глишић је погинуо током јуриша на Сртевицу.
Земни остаци Александра Глишића су били пренети и сахрањени у порти цркве Свете Тројице у Куманову. У првој бугарској окупацији 1915-1918. његов гроб је био изваљен и оштећен, да би током друге бугарске окупације (1941—1944) био уништен.